# Kevin Carlson
Kevin Carlson (Plainfield, 12 marzo 1957 – Fremont, 12 dicembre 2010) è stato un cantante, polistrumentista e compositore statunitense noto principalmente per essere stato membro degli UFO e dei Blue Oyster Cult.

## Biografia
Iniziata l'attività di musicista nel 1979, accompagnò alla chitarra e alle tastiere Aldo Nova per l'album Subject e il tour mondiale di promozione che si svolse nell'inverno 1984 in Francia nella prima parte di Blue Öyster Cult. 
Kevin Carlson ha preso parte a diversi album della rock band britannica UFO, con la quale incise due album, per poi entrare nella band di Eric Martin.
Uno degli ultimissimi progetti a cui ha partecipato è stato nel 2005 l'album Someone Somewhere 3 con la cantante Jodi Essex.

## Discografia

### Solista
- 2007 - Kentwood Community Church Night Of Worship
- 2009 - Museum

### Blue Oyster Cult
- 1988 - Imaginos

### Con gli UFO
- 2000 - Covenant
- 2002 - Sharks

### Con Aldo Nova
- 1983 - Subject.....Aldo Nova